# Liste der Mitglieder der American Academy of Arts and Sciences/1844
Im Jahr 1844 wählte die American Academy of Arts and Sciences 10 Personen zu ihren Mitgliedern.

## Neugewählte Mitglieder
- Samuel Cabot III (1815–1885)
- Cornelius Conway Felton (1807–1862)
- James Bicheno Francis (1815–1892)
- Henry Wadsworth Longfellow (1807–1882)
- George Rapall Noyes (1798–1868)
- William Fitzwilliam Owen (1774–1857)
- Alpheus Spring Packard, Sr. (1798–1884)
- Henry Coit Perkins (1804–1873)
- Adam Sedgwick (1785–1873)
- William Smyth (1797–1868)